# Óscar Pareja
Óscar Pareja (Medellín, 1968. augusztus 10. –) kolumbiai válogatott labdarúgó, edző. 2020 óta az amerikai Orlando City vezetőedzője.

## Pályafutása

### Labdarúgóként
Pareja a kolumbiai Medellín városában született.
1987-ben mutatkozott be a helyi Independiente Medellín felnőtt keretében. 1995-ben a Deportivo Calihoz, míg 1998-ban az amerikai New England Revolution-höz igazolt. 1998-ban a Dallas csapatához írt alá.
1991-ben debütált a kolumbiai válogatottban. 1996-ig összesen 11 mérkőzésen lépett pályára és 3 gólt szerzett hazája színeiben.

### Edzőként
2012 és 2014 között az észak-amerikai első osztályban szereplő Colorado Rapids edzője volt. 2014-ben a Dallas, míg 2018-ban a mexikói Tijuana szerződtette. 2019. december 4-én az Orlando City vezetőedzője lett.

## Edzői statisztika
2024. augusztus 31. szerint

| Csapat          | Nemzet                    | –tól               | –ig                | Mérkőzések | Mérkőzések | Mérkőzések | Mérkőzések | Mérkőzések |
| Csapat          | Nemzet                    | –tól               | –ig                | M          | Gy         | V          | D          | Gy %       |
| --------------- | ------------------------- | ------------------ | ------------------ | ---------- | ---------- | ---------- | ---------- | ---------- |
| Colorado Rapids | Amerikai Egyesült Államok | 2012. január 5.    | 2014. január 4.    | 72         | 26         | 13         | 33         | 36,1       |
| Dallas          | Amerikai Egyesült Államok | 2014. január 10.   | 2018. november 16. | 207        | 97         | 52         | 58         | 46,9       |
| Tijuana         | Mexikó                    | 2018. november 27. | 2019. november 25. | 49         | 22         | 7          | 20         | 44,9       |
| Orlando City    | Amerikai Egyesült Államok | 2019. december 4.  | Jelenleg is        | 182        | 78         | 52         | 52         | 42,9       |
| Összesen        | Összesen                  | Összesen           | Összesen           | 509        | 223        | 123        | 163        | 43,8       |

## Sikerei, díjai

### Edzőként
Dallas
- US Open Cup
  - Győztes (1): 2016

Orlando City
- US Open Cup
  - Győztes (1): 2022